# Décima (mitología)

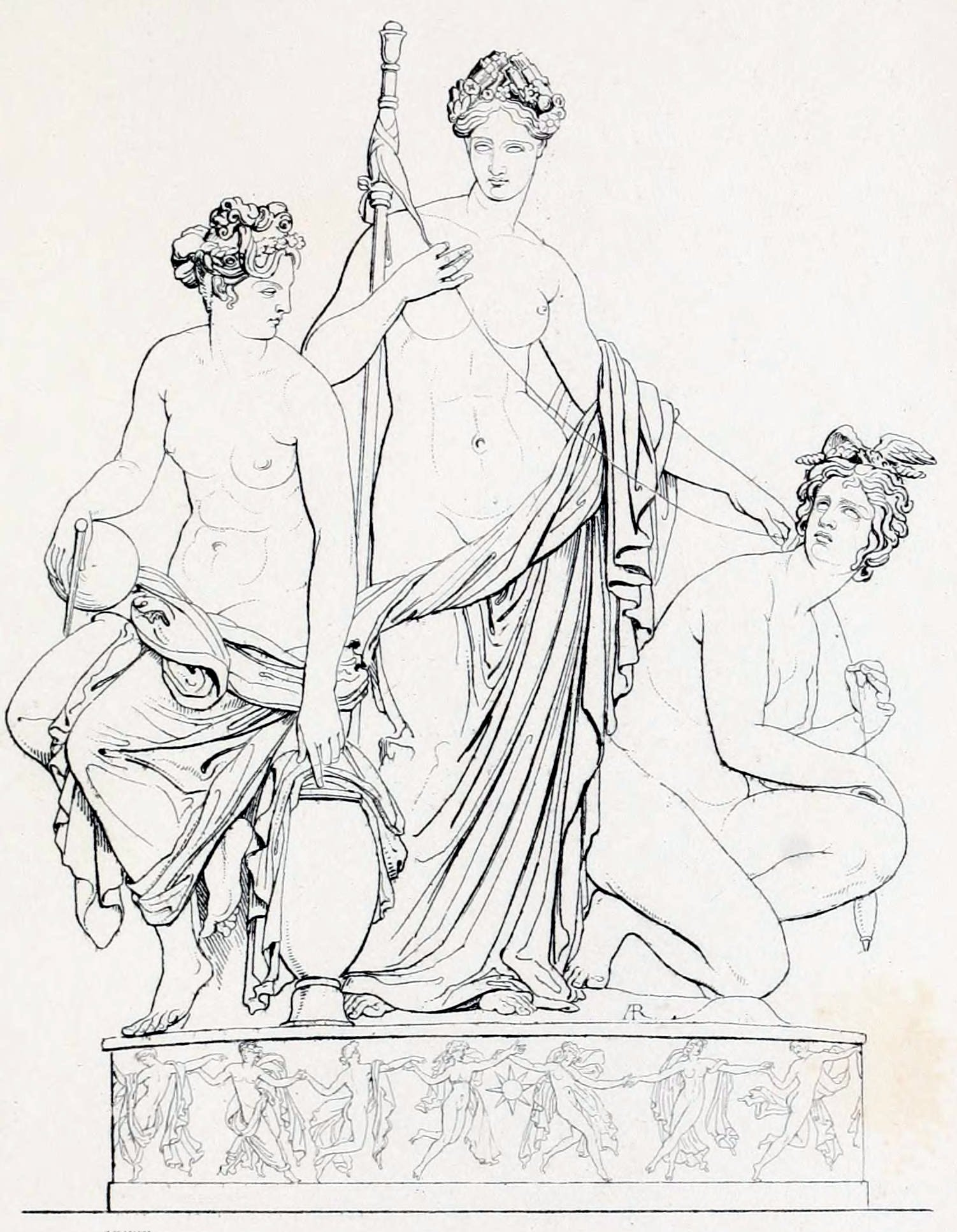
Las Parcas, escultura de Jean De Bay -padre-.

Décima, en la mitología romana, era el nombre con el que Aulio Gelio interpreta el nombre de una de las Parcas (Moiras en la mitología griega y Nornas en la mitología germana).  Décima preside la duración de la vida y sus hermanas eran Nona y Morta.
Décima corresponde a Láquesis y como tal es quien decide el largo del hilo de cada una de las vidas humanas. También representaba el matrimonio, como idea de lo que ocurre entre el nacimiento y la muerte. 